# Marina Petrovna Romanova orosz hercegnő
Marina Petrovna orosz hercegnő (oroszul: Княжна Марина Петровна Романова; Nizza, 1892. március 11. – Six-Fours-la-Plage, 1981. május 15.) orosz hercegnő, házassága révén Golicina hercegné.

## Élete
Marina Petrovna hercegnő 1892 márciusban jött világra Pjotr Nyikolajevics nagyherceg és Milica montenegrói királyi hercegnő első gyermekeként a három közül. Bár Romanov-házba született, nem viselhetett nagyhercegnői címet III. Sándor cár egyik törvénye értelmében. Édesanyja és anyai nagynénje, Anasztázia montenegrói királyi hercegnő lelkes hívei voltak Grigorij Raszputyinnak, akit az oroszok többsége szélhámosnak tartott, és aki nagy befolyással rendelkezett a cár és a cárné fölött.
Marina hercegnőre kiskorában Mrs. Taylor, egy angol nevelőnő felügyelt, akivel nemcsak a hercegnő, de testvérei is bensőséges viszonyt alakítottak ki: „együtt sírt és nevetett velünk, a gyerekekkel. Mindig legbizalmasabb barátunk Oroszországban és később a száműzetés ideje alatt is.”. Konsztantyin Konsztantyinovics nagyherceg gyermekeihez hasonlóan Marina Petrovna és a testvérei gyakran adtak elő színdarabokat a családnak, előbb znamenkai otthonukban, majd később a Szergejevka magánszínházban.
Marina Petrovnáról hamar kiviláglott, hogy szeret és tud is rajzolni – a cári család több tagja rendelkezett ilyenféle művészi adottságokkal, például Olga Alekszandrovna nagyhercegnő és maga II. Miklós cár. „Marinán már gyermekként tisztán látszott, hogy tehetsége van a rajzoláshoz, később hatalmas lelkesedéssel tanulmányozta a festészetet, először tanárával, a jaltai iskola rangelsőjével, majd Szentpéterváron Kordovszkij professzorral… Ahogyan Marina tehetsége fokozatosan fejlődött, elkezdett olyan festményeket készíteni, amelyek megdöbbentették a tanárát, nem csupán technikai minőségük, de művészi összeállításuk miatt is. Apám, aki maga is lelkesedett a festészetért, nagyon megörült Marina tehetségének.” – írta Roman Petrovics herceg, Marina Petrovna öccse.
Az első világháború folyamán, 1915-ben Marina Petrovna a családjával a Kaukázusba költözött, mivel nagybátyját, ifjabb Nyikolaj Nyikolajevics nagyherceget kinevezték a terület cári helytartójává. A hercegnő elvégzett egy nővérképző tanfolyamot, majd ápolónőként ahhoz a Trabzoni ezredhez került, ahol öccse is szolgálatot teljesített.
A monarchia bukása, majd a bolsevikok hatalomátvétele után a család a Krímre menekült, ahol már több Romanov is gyülekezett, például Marija Fjodorovna anyacárné. 1918 novemberében egy brit hadihajó érkezett a Krímbe, menekülési lehetőséget felajánlva a cári család tagjainak, azonban ezzel csak néhányan éltek. 1919-ben a brit HMS Marlborough megismételte az ajánlatot, és ekkor már nem utasították vissza. Isztambulban  a família Nagyezsda Petrovna hercegnő kivételével átszállt a HMS Nelsonra, mely Olaszországba vitte őket. Itt Milica nagyhercegné testvére, Ilona olasz királyné menedéket ajánlott fel számukra.
A család később Franciaországba, a Földközi-tenger partvidékére települt át, követve a legtöbb orosz főúri emigráns példáját. Marina Petrovna hercegnő 1927. február 4-én Cap d’Antibes-ben feleségül ment Alekszandr Nyikolajevics Golicin herceghez (1885–1974). Alekszandr Nyikolajevics herceg az utolsó cári miniszterelnök, Nyikolaj Dmitrijevics Golicin herceg és Jevgenyija Andrejevna Grunberg fiaként a nagy múltú és gazdag Golicin családból származott. A házaspár Toulonban talált állandó otthonra; gyermekük nem született. Marina hercegnő száműzetése évei alatt a festészet mellett az irodalom irányába is érdeklődést tanúsított; 1926-ban jelent meg a Krími tatárok legendái (Légende Tartare de Crimée, par Marina Romanoff) című, saját maga által illusztrált könyve.
Marina Petrovna hercegnő 1981. május 15-én hunyt el Six-Fours-la-Plage-ben. Nizza egyik orosz ortodoxok számára fenntartott temetőjében helyezték örök nyugalomra.

## Külső hivatkozások
- Légende Tartare de Crimée (angolul)
- Képek, érdekességek Archiválva 2010. október 14-i dátummal a Wayback Machine-ben (angolul)